# كارلين أغيلار
كارلين أغيلار هي متسابقة ملكة الجمال وعارضة وممثلة فلبينية، ولدت في 8 فبراير 1982 في لواندا في أنغولا.

## وصلات خارجية
- كارلين أغيلار على موقع IMDb (الإنجليزية)
- كارلين أغيلار على موقع قاعدة بيانات الفيلم (الإنجليزية)